# Ilpo Tiihonen
Ilpo Tiihonen, född 1 september 1950 i Kuopio, död 8 juni 2021 i Ylöjärvi, var en finländsk författare. 
Tiihonen framträdde som urban lyriker i Teille ei tarjoilla enää (1978) och har förblivit sitt poetiska stadslandskap trogen i en rad samlingar, bland annat Enkelin tavara (1986) och Jees ketsuppia! (2002). Dikter från 1975–2000 ingår i samlingsvolymen Lyhyt oode kaikille (2000). Han har även skrivit barnböcker och framträtt som dramatiker. Reearuu (1992) är ett musikspel för barn, med musik av Markus Fagerudd, och texten till operan Noitasapatti (2002) har tonsatts av Herman Rechberger. 
Tiihonen belönades med Kalevi Jäntti-priset 1983, Eino Leino-priset 1991 och Pro Finlandia-medaljen 2005, samt Den dansande björnen 2005.